# Bryophilopsis anomoiota
Bryophilopsis anomoiota är en fjärilsart som beskrevs av Bethune-Baker 1911. Bryophilopsis anomoiota ingår i släktet Bryophilopsis och familjen trågspinnare. Inga underarter finns listade i Catalogue of Life.